# Dictionnaire des symboles
Le Dictionnaire des symboles est un ouvrage encyclopédique publié sous la direction de Jean Chevalier et Alain Gheerbrant et consacré à la symbolique des mythes, rêves, coutumes, gestes, formes, figures, couleurs et nombres dans les mythologies et les folklores anciens. Il contient plus de 1 600 articles et a connu dix-neuf réimpressions entre 1982 et 1997.

## Liste des collaborateurs
- André Barbault
- Dominique Bayle
- Yvonne Caroutch
- Marguerite Chevalier
- Marie-Madeleine Davy
- Pierre Grison
- Georges Heintz
- Françoise Le Roux-Guyonvarc'h
- Éva Meyerovich
- Mohammed Mokri
- Henri Pfeiffer
- Pierre Prigent
- Jacques de la Rocheterie
- Masumi Shibata
- Alexandre Volguine.